# Kinkaku-ji
« Le Pavillon d'or » redirige ici.  Pour le roman de Yukio Mishima, voir Le Pavillon d'or (roman).
Le Kinkaku-ji (金閣寺, litt. « temple du Pavillon d'or ») est le nom usuel du Rokuon-ji (鹿苑寺, litt. « temple impérial du jardin des cerfs ») situé à Kyōto au Japon.

## Situation
Le temple du Pavillon d'or, ou Kinkaku-ji, est situé dans le sud de l'arrondissement Kita de la ville de Kyoto (préfecture de Kyoto), sur l'île de Honshū, à environ 370 km, à vol d'oiseau, au sud-ouest de Tokyo, capitale du Japon. Au pied de la face nord-est du mont Kinugasa (201 m,), une colline recouverte d'une forêt nationale de pins, il s'étend sur 93 000 m2 (9,3 ha),. La route qui débute le long du mur d'enceinte Est du temple, communément appelée la route Kinukake, s'étire vers le sud-ouest, au pied du mont Kinugasa, et relie le Kinkaku-ji au Ryōan-ji et au Ninna-ji,.

## Histoire

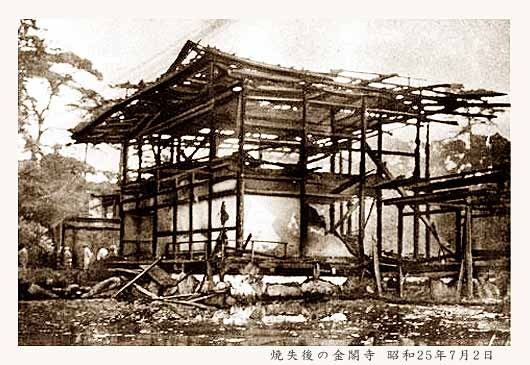
Le pavillon incendié (1950).

Dans les années 1230, le site abrite la villa Kitayamadai de Saionji Kintsune (1171-1244, chef du clan Saionji qui fait partie d'une branche des Fujiwara) ainsi que le temple Saionji, inauguré en 1224. Après le déclin des Saionji, la villa et le temple ne sont plus entretenus ; seule une mare demeure de cette époque.
Yoshimitsu (1358-1408), le 3e des shoguns Ashikaga, abdique en 1394 pour laisser la place à son fils Yoshimochi. Trois ans plus tard, en 1397, il achète le site au clan Saionji et commence à y construire une nouvelle villa, Kitayamaden, en faisant de son mieux pour en faire un lieu exceptionnel, destiné à accueillir plusieurs reliques bouddhistes. Il y réside jusqu'à sa mort. Ensuite, conformément à ses volontés, son fils Yoshimochi en fait un temple zen de l'école Rinzai qu'il baptise Rokuon-ji,.
Le temple a été incendié plusieurs fois pendant la guerre d'Ōnin (1467-1477) et seul le Pavillon d'or a survécu. Le jardin a cependant gardé son aspect de l'époque.
Le 10 juin 1897, l'État japonais promulgue une loi portant sur la protection des sanctuaires et temples anciens. Le Kinkaku-ji devient la même année l'un des premiers trésors nationaux.
Le 2 juillet 1950, le Pavillon d'or a été entièrement incendié par un moine mentalement déficient ; cet événement est au centre du roman de Yukio Mishima : Le Pavillon d'or. Le bâtiment actuel, reconstruit à l'identique, date de 1955. L'inauthenticité de ses matériaux ne le qualifiant plus comme patrimoine national exceptionnel, il a été retiré de la liste des trésors nationaux,. Cependant, le parc du temple, classé depuis 1925, est reclassé en 1956 site historique spécial du Japon et lieu spécial de beauté pittoresque.
En 1987, il est rénové et reçoit une nouvelle couche, cinq fois plus épaisse, de feuilles d'or. Il semblerait[réf. nécessaire] que la nouvelle couche de feuilles d'or ait été enduite d'un vernis-laque à base d'urushiol (l'huile produite par le sumac vénéneux) pour ainsi préserver la couche d'or contre les intempéries. Cette laque était utilisée autrefois pour protéger différents ustensiles, comme les armes, les œuvres d'art, les objets ménagers et les meubles.
En 1994, le Pavillon d'or est inscrit sur la liste du patrimoine mondial de l'UNESCO, parmi les monuments historiques de l'ancienne Kyoto.

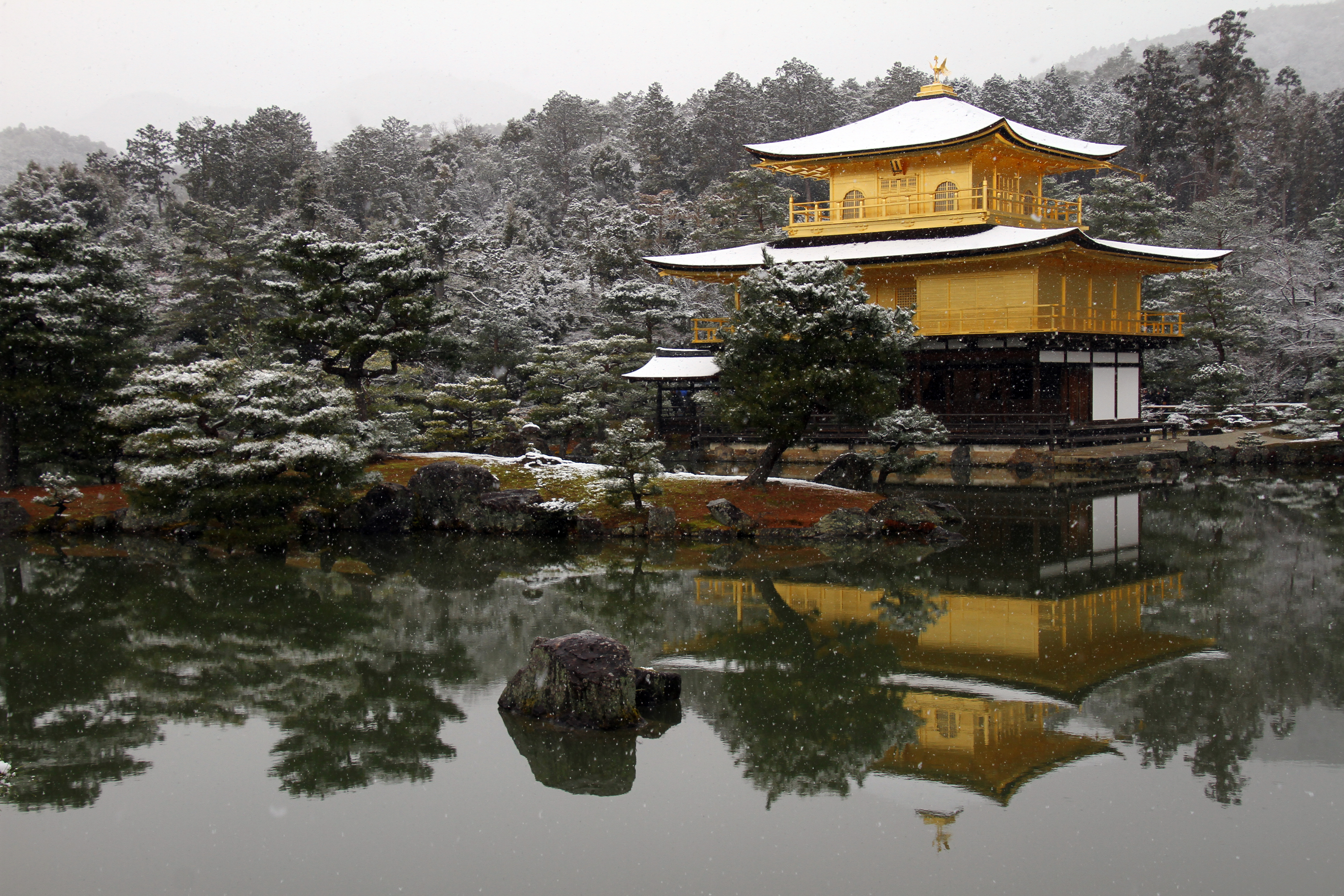
Sous la neige en février 2020

## Architecture
Le Pavillon d'or, qui donne son nom de « Kinkakuji  » au temple, est situé dans son jardin, a rendu le sanctuaire célèbre. Le bâtiment est entièrement recouvert d'or pur, à l'exception du rez-de-chaussée. Il sert de shariden, contenant des reliques de Bouddha.
C'est un bâtiment harmonieux et élégant qui regroupe trois types d'architecture différents : 
- le rez-de-chaussée (Hō-sui-in) est de style shinden-zukuri, le style des palais de l'époque Heian ;
- le premier étage (Chō-on-dō) suit le style buke-zukuri des maisons de samouraï ;
- le second étage (Kukkyō-chō) est de style Karayō, celui des temples zen.

Au sommet du toit couvert de bardeaux se trouve la sculpture d'un fenghuang doré, ou « phénix chinois ».

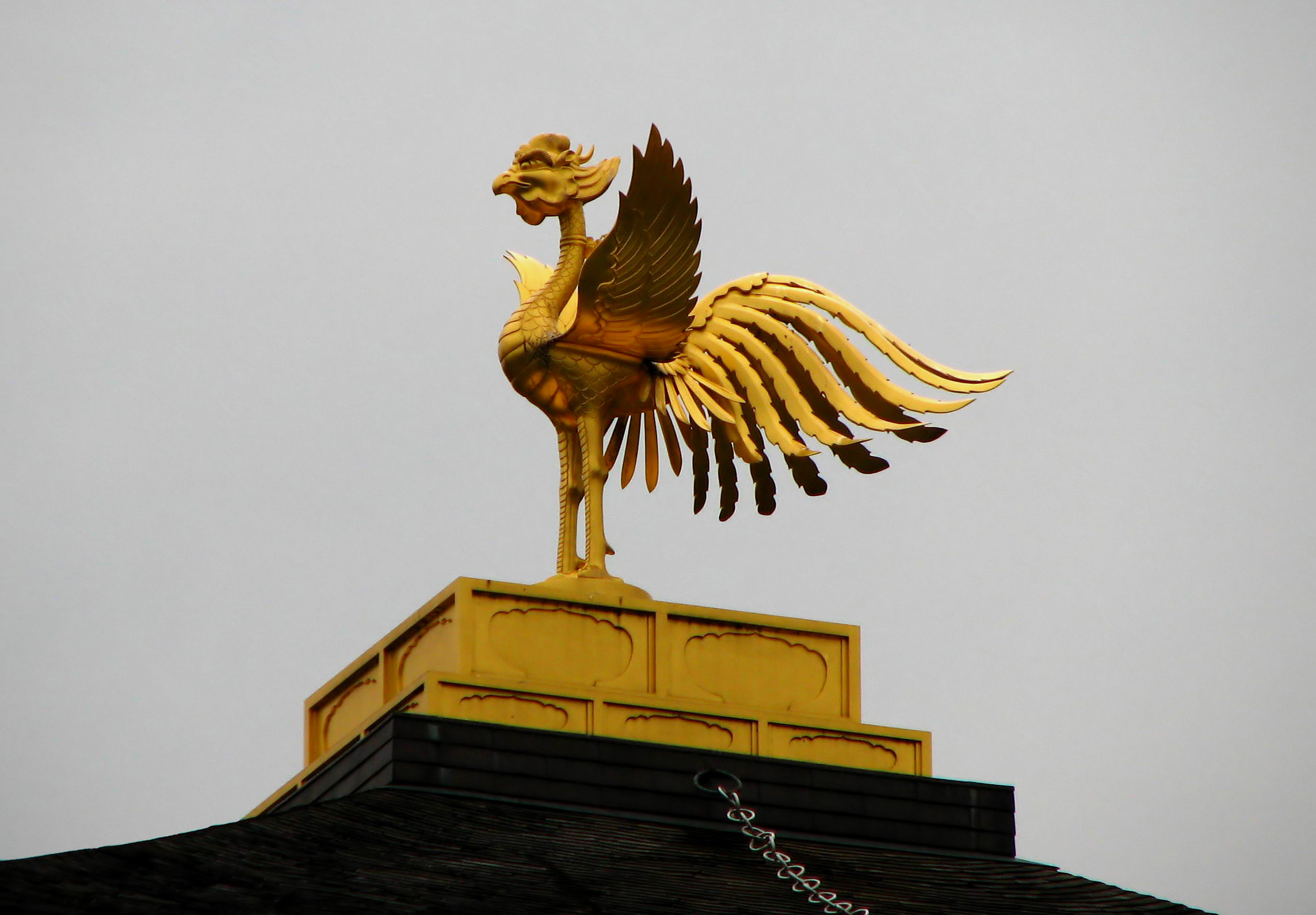
Le phénix chinois fenghuang au faîte du toit.
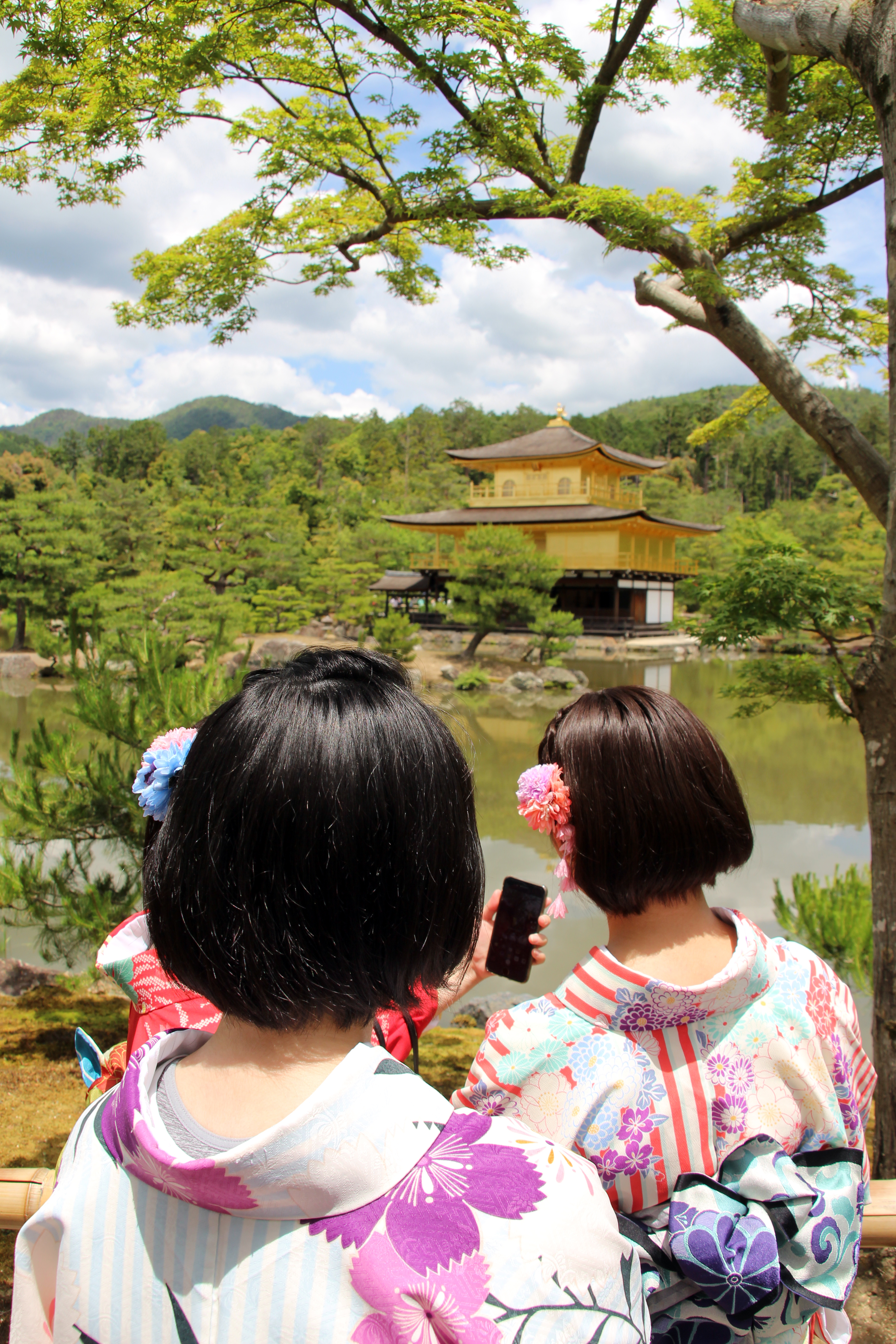
Visiteuses en kimono.
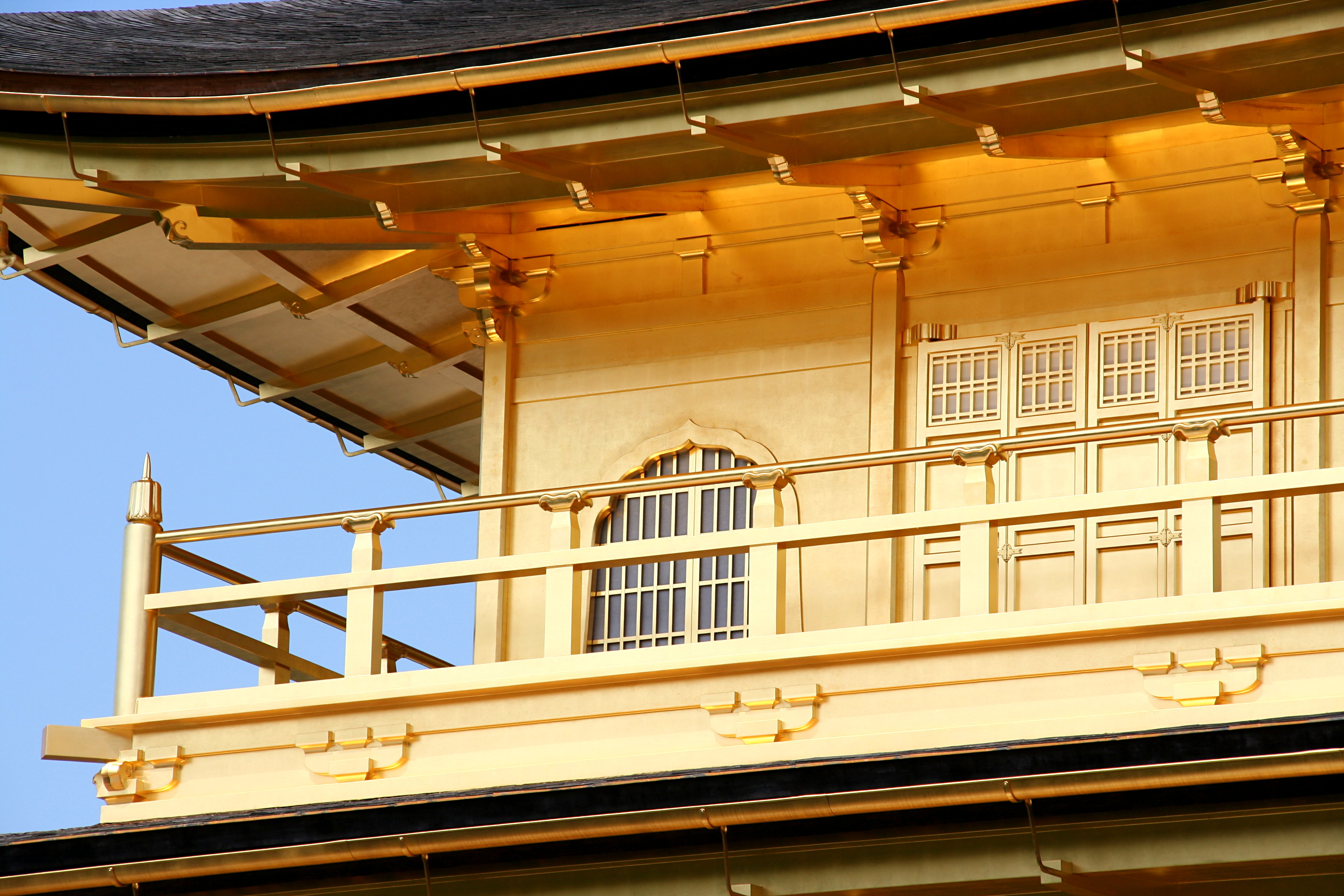
Détail du second étage.
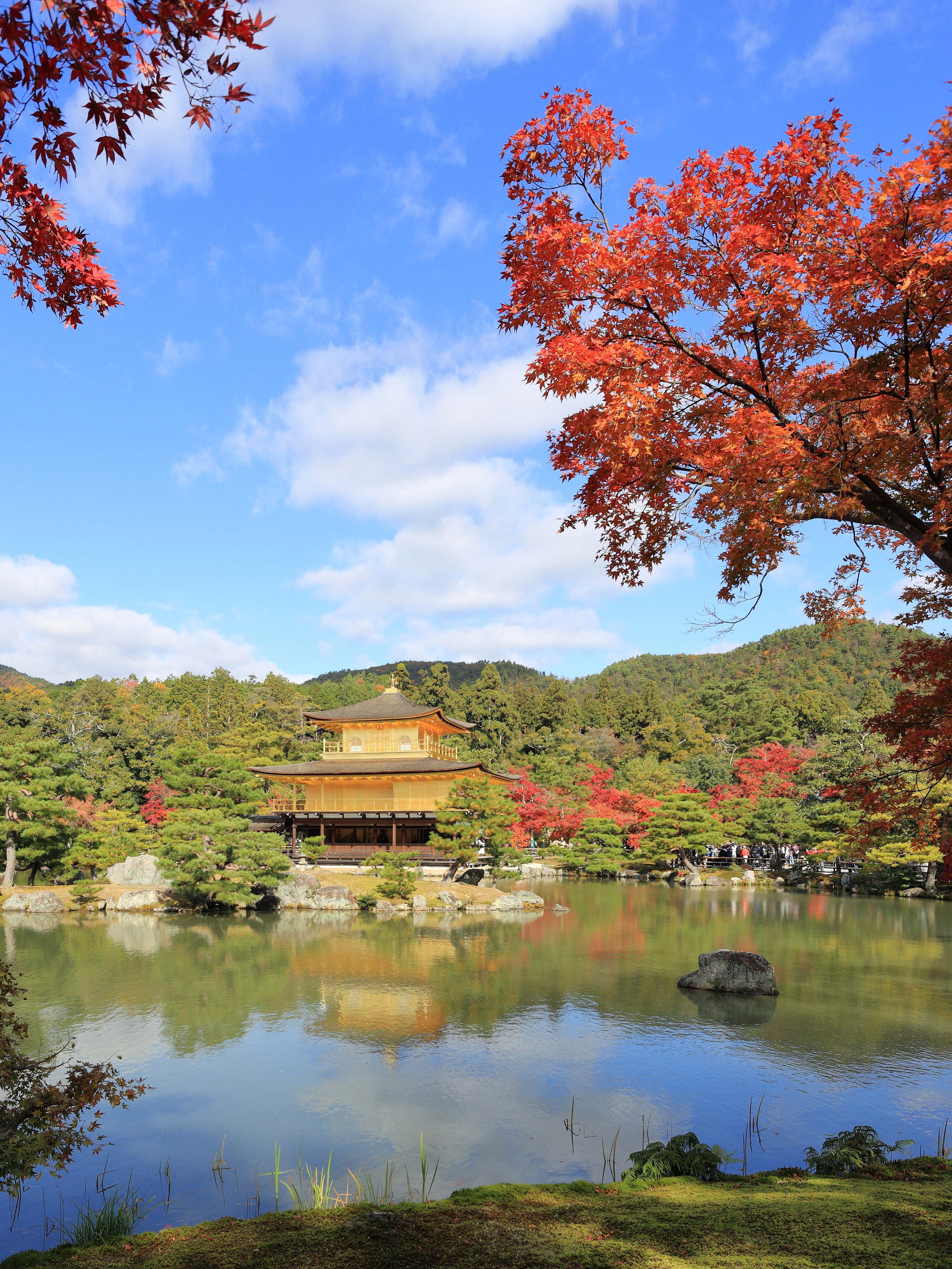
Vue du temple (novembre 2016).
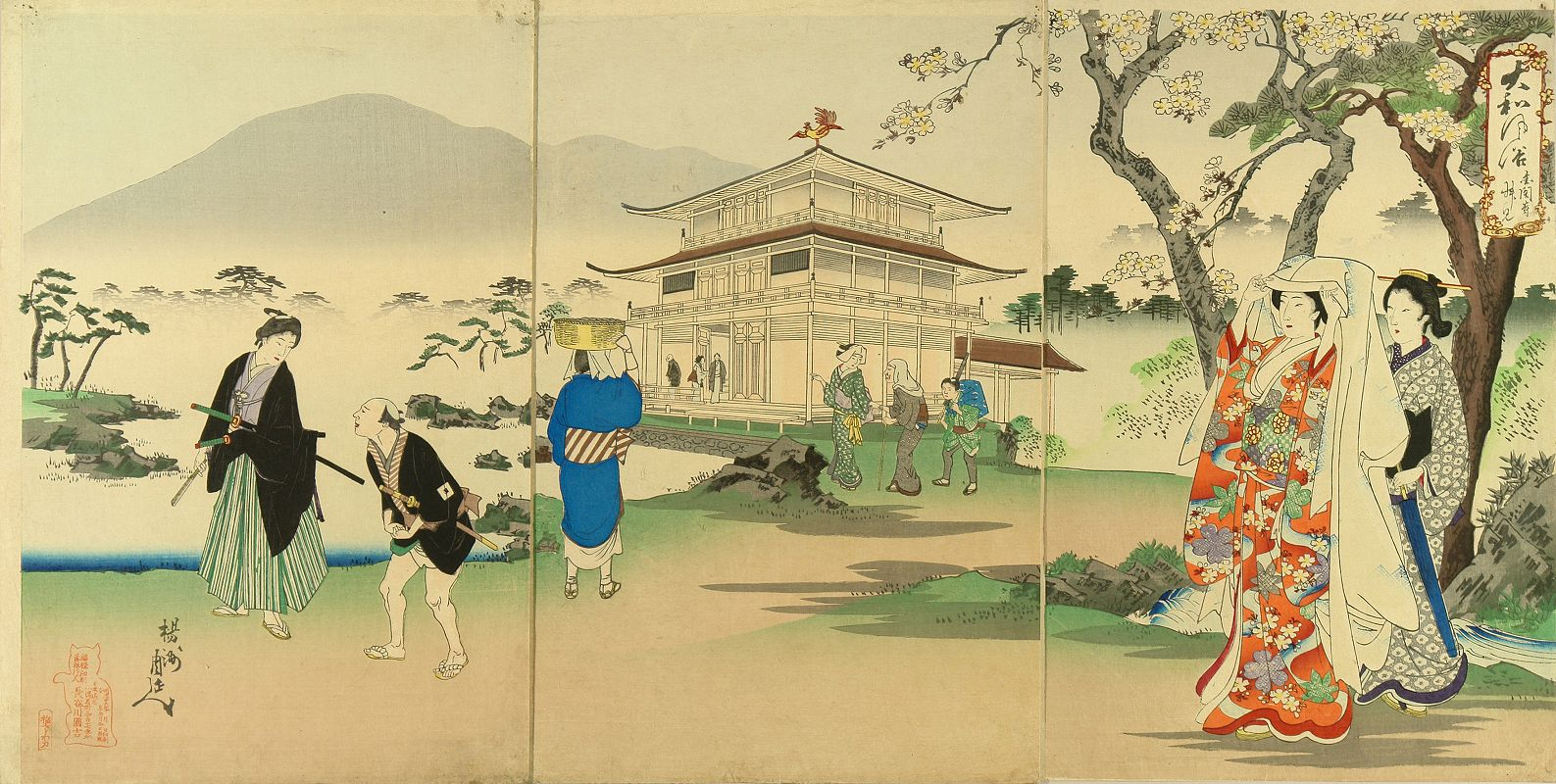
Toyohara Chikanobu.